# Hecmanville
 Hecmanville  là một xã thuộc tỉnh Eure trong vùng Normandie miền bắc nước Pháp.